# 柔道整復術
柔道整復術（じゅうどうせいふくじゅつ）とは、柔術に含まれる活法の技術を応用して、骨・関節・筋・腱・靭帯などの原因によって発生する骨折・脱臼・捻挫・挫傷・打撲などの損傷に対し手術をしない「非観血的療法」という独特の手技によって整復や固定を行い人間の持つ自然治癒能力を最大限に発揮させる治療術。日本独自の治療技術である。WHOの『伝統医療と相補・代替医療に関する報告』では、日本の伝統医療、民間療法として柔道セラピーという名称のみ紹介されているが具体的な内容の記述はない。

## 歴史
柔道整復術の源流は戦国時代の武術にたどることができる。武術の書物には「殺法」「活法」の記述がみられる。殺法は敵を殺傷する技、活法は外傷を治療する技術であり、殺法と活法は時代とともに発展・変遷をとげた。これらのうち活法が発展して現在の柔道整復術ができあがったといわれる。武芸者が道場を構えるようになって以降、道場生の怪我を治せる技術があることが道場主に必要な要素となった。江戸時代に柔道整復術の体系化に寄与した人物として以下があげられる。
- 三浦楊心（揚心古流、三浦流柔術の開祖）
- 吉原元棟
- 秋山四郎兵衛義時（楊心流の開祖）
- 二宮彦可
- 各務文献
- 華岡青洲
- 高志鳳翼
- 名倉直賢
- 磯又右衛門柳関斎源正足(天神真楊流の開祖)
- 斎藤玄逸（気楽流）

また整形外科の歴史と重複するが、海外ではアンブロワーズ・パレが記した外科書『パレ大全』が全世界に広がり、オランダでも翻訳され、日本にも蘭学の1つとして伝わった。オランダ経由で日本に入ってきたパレの書は、日本では楢林鎮山が『紅夷外科宗伝』として翻訳したものや、そこからさらに『整骨書』や二宮彦可の『正骨範』として出版されるに至った。内容は骨折や脱臼の治療方法について解説がなされたものであった。柔道整復は折れた骨や脱臼の整復を行うというように、どちらもこの流れを汲むものである。
明治維新後の西洋万能の風潮の中、1881年（明治14年）の漢方医学廃止によってそれまでの接骨術が顧みられなくなった。公認運動に際して、柔道家または柔術家の職業として「接骨院」の公認希望が多かった。しかし、接骨の業務に関して、明治期の文明開化によって、接骨は，内務省令で禁止になっていたから、接骨の名称は使用できない理由で、柔道による整復だから柔道整復術としたのである。これに対して1912年（明治45年）、柔道家・柔術家の職業として認められるよう柔術家(天神真楊流の門人が中心)を中心に運動が起こり、1920年（大正9年）の内務省令によって柔道整復術として公認された。その技術をもつ者は柔道整復師として認定され柔道家、柔術家の収入源となった。その後、1970年（昭和45年）の柔道整復師法の成立、1989年（平成元年）の同法改正で教育内容の充実が図られ、試験及び免許に関する事務権限が都道府県知事から厚生労働大臣への変更、1993年（平成5年）に第1回目の国家試験の実施などを経て今日に至る。

## 施術の特徴
柔道整復術の施術には、次のような特徴がある。
- 受身を重視する柔術/柔道では、他の打撃などを重視する格闘技と比較して、打撃などによる身体の重大な損傷は少ない。しかし、体を組み、投げを打ち、関節を極めるという柔術/柔道そのものの特性から、脱臼や骨折、捻挫などの怪我を負う比率が多い。柔道整復術は、柔術/柔道の技と表裏一体の関係（活殺自在）にあるので、回復に役立つ。（本来、柔術では当身を用いていたため、打撃による身体の損傷がないということではない。）
- 昔から柔術道場の隣に接骨院（整骨院）が多かったのは、その道場主が柔術の技とともに柔道整復術（接骨術）を身につけており、道場経営の余技として接骨院を営んでいたからとされる。
- 単に施術するだけではなく、そのスポーツ経験や伝統の技によって、早く使える状態に戻すことができる[要出典]。
- ただし、現在では柔道経験と柔道整復師の資格には関係がない。資格を取るのに柔道の経験は不要であるものの、養成施設においては柔道の実技を必須授業としてカリキュラムに組み込んでいるところもある[7]。
- 平成3年になされた厚生労働省通知[8]によると、柔道整復はあん摩マッサージ指圧、はり、きゅうと並んで医業類似行為の一つとされ、その後の厚生労働省の平成23年の国民の質問に対する回答でも、その姿勢を踏襲している[9]。
- 柔道整復分野において、捻挫と挫傷の概念については一般医学の使われた方と違い独自の解釈をしており、柔道整復教科書の年代ごとにも開きがあるため、医療間のコミュニケーション疎通性を欠くことが指摘されている[10]。